# Копенковатое
Копенкова́тое (укр. Копенкувате) — село в Подвысоцкой сельской общине Голованевского района Кировоградской области Украины.
До 2020 года входило в Новоархангельский район
Население по переписи 2001 года составляло 975 человек. Почтовый индекс — 26123. Телефонный код — 5255. Код КОАТУУ — 3523682201.